# Integração por substituição
Em cálculo, integração por substituição, também conhecido como substituição u ou mudança de variáveis, é um método para calcular integrais e antiderivadas. É a contraparte da regra da cadeia para derivadas, e pode ser vagamente considerada como o uso da regra da cadeia "para trás".

## Substituição para uma única variável

### Introdução
Antes de estabelecer o resultado rigorosamente, consideremos um caso simples usando integral indefinida.
Calcular {\displaystyle \textstyle \int (2x^{3}+1)^{7}(x^{2})\,dx}.
Definir {\displaystyle u=2x^{3}+1}. Isto significa que {\displaystyle \textstyle {\frac {du}{dx}}=6x^{2}}, ou, na forma diferencial {\displaystyle du=6x^{2}\,dx}. Assim
{\displaystyle \int (2x^{3}+1)^{7}(x^{2})\,dx={\frac {1}{6}}\int \underbrace {(2x^{3}+1)^{7}} _{u^{7}}\underbrace {(6x^{2})\,dx} _{du}={\frac {1}{6}}\int u^{7}\,du={\frac {1}{6}}\left({\frac {1}{8}}u^{8}\right)+C={\frac {1}{48}}(2x^{3}+1)^{8}+C},
onde {\displaystyle C} é uma constante arbitrária de integração.
Este procedimento é usado frequentemente, porém nem todas as integrais são de uma forma que permita seu uso. De qualquer forma, o resultado deve ser verificado mediante derivação e comparação com o integrando original.
{\displaystyle {\frac {d}{dx}}\left[{\frac {1}{48}}(2x^{3}+1)^{8}+C\right]={\frac {1}{6}}(2x^{3}+1)^{7}(6x^{2})=(2x^{3}+1)^{7}(x^{2}).}
Para integrais definidas os limites de integração também devem ser ajustados, mas o procedimento é basicamente o mesmo.

### Integrais definidas
Seja φ : [a,b] → I uma função diferenciável com derivada contínua, onde I ⊆ R é um intervalo. Suponha que f : I → R é uma função contínua. Então
{\displaystyle \int _{a}^{b}f(\varphi (x))\varphi '(x)\,dx=\int _{\varphi (a)}^{\varphi (b)}f(u)\,du.}
Na notação de Leibniz, a substituição u = φ(x) fornece 
{\displaystyle {\frac {du}{dx}}=\varphi '(x).}
Trabalhando euristicamente com infinitesimais resulta a equação
{\displaystyle du=\varphi '(x)\,dx,}
que sugere a fórmula de substituição acima. (Esta equação pode ser colocada em uma base rigorosa interpretando-a como uma afirmação sobre formas diferenciais.) Pode-se ver o método de integração por substituição como uma justificativa parcial da notação de Leibniz para integrais e derivadas.
A fórmula é usada para transformar uma integral em outra integral que seja mais fácil de calcular. Assim, a fórmula pode ser lida da esquerda para a direita ou da direita para a esquerda para simplificar uma dada integral. Quando usada da maneira anterior, às vezes é conhecido como substituição u ou substituição w, em que uma nova variável é definida como uma função da variável original encontrada dentro da função composta multiplicada pela derivada da função interna. A última maneira é comumente usada na substituição trigonométrica, substituindo a variável original por uma função trigonométrica de uma nova variável e o diferencial original pelo diferencial da função trigonométrica.

### Prova
A integração por substituição pode ser demonstrada a partir do teorema fundamental do cálculo como segue. Sejam f e φ duas funções satisfazendo as hipóteses acima de que f é contínua sobre I e φ′ é integrável sobre o intervalo fechado [a,b]. Então a função f(φ(x))φ′(x) é também integrável sobre [a,b]. Portanto as integrais
{\displaystyle \int _{a}^{b}f(\varphi (x))\varphi '(x)\,dx}
e
{\displaystyle \int _{\varphi (a)}^{\varphi (b)}f(u)\,du}
existem de fato, e resta mostrar que as mesmas são iguais.
Como f é contínua, a mesma possui a antiderivada F. A função composta F ∘ φ é então definida. Dado que φ é diferenciável, combinando a regra da cadeia e a definição de uma antiderivada resulta
{\displaystyle (F\circ \varphi )'(x)=F'(\varphi (x))\varphi '(x)=f(\varphi (x))\varphi '(x).}
Aplicando o teorema fundamental do cálculo duas vezes resulta
{\displaystyle {\begin{aligned}\int _{a}^{b}f(\varphi (x))\varphi '(x)\,dx&=\int _{a}^{b}(F\circ \varphi )'(x)\,dx\\&=(F\circ \varphi )(b)-(F\circ \varphi )(a)\\&=F(\varphi (b))-F(\varphi (a))\\&=\int _{\varphi (a)}^{\varphi (b)}f(u)\,du,\end{aligned}}}
que é a regra da substituição.

### Exemplos

#### Exemplo 1
Considere a integral
{\displaystyle \int _{0}^{2}x\cos(x^{2}+1)dx.}
Faça a substituição {\displaystyle u=x^{2}+1} para obter {\displaystyle du=2xdx}, significando {\displaystyle \textstyle xdx={\frac {1}{2}}du}. Portanto,
{\displaystyle {\begin{aligned}\int _{x=0}^{x=2}x\cos(x^{2}+1)dx&={\frac {1}{2}}\int _{u=1}^{u=5}\cos(u)\,du\\[6pt]&={\frac {1}{2}}(\operatorname {sen}(5)-\operatorname {sen}(1)).\end{aligned}}}
Como o limite inferior {\displaystyle x=0} foi substituído por {\displaystyle u=1} e o limite superior {\displaystyle x=2} por {\displaystyle 2^{2}+1=5}, uma transformação de volta em termos de {\displaystyle x} não é necessária.